# Dávid Zoltán
Dávid Zoltán (Budapest, 1923. július 17. – Budapest, 1996. augusztus 10.) magyar történész, demográfus, történeti statisztikus, levéltáros. Munkássága homlokterében a magyar történelem számszerűsíthető adatai, a Kárpát-medence nemzetiségi viszonyai és a világ magyarsága létszámának változásai álltak.

## Élete
Apai ágon székely, anyai oldalról alföldi családból származott. A  Piarista Gimnáziumban tanult, majd 1948-ban jogi diplomát szerzett a Pázmány Péter Tudományegyetemen. Első munkahelyén az Országgyűlési Könyvtárban 1949. november 30-án indoklás nélkül rendelkezési állományba helyezték, és három hónappal később elbocsátották, „minden további igény kizárásával”. Hét és fél hónapig volt állás nélkül. 1950. november 15-től egy korábbi iskolatársa segítségével a Országos Levéltárban tudott elhelyezkedni. Először "filmellenőrként" alkalmazták, majd a térkép- és tervgyűjtemény referense lett. 1956-ban részt vett a levéltár forradalmi bizottságának tevékenységében,  majd az égő iratanyag mentésében.
1958-ban a Központi Statisztikai Hivatal Könyvtárába került. Itt első feladatul a statisztikai jellegű kiadványok szerkesztését és a külső munkatársak irányítását kapta. Az 1958-ban indult Történeti Statisztikai Közlemények (1960-tól Évkönyv) szerkesztőbizottsági titkáraként számos tanulmányt inspirált. 1959. január 1-jétől a nemzetközi csere és szerzeményezés bonyolításával is megbízták. A hatvanas években választották meg a Magyar Tudományos Akadémia történeti demográfiai munkabizottsága titkárának, s lett a Magyar Közgazdasági Társaság Demográfiai szakosztályának tagja.1964-től idejének javát a tudományos munkának szentelhette a könyvtáron belül működő történeti statisztikai kutatócsoportban, amelyet 1965 és 1971 között ő vezetett. A KSH Levéltárának megalapításakor a szervezési tennivalókat végezte, majd 1975-ben ide nevezték ki igazgatónak. Megvetette az intézmény alapjait, kialakította gyűjtőkörét, megalkotta működési szabályzatát. 1983-ban nyugdíjba ment, s évekig csaknem teljes visszavonultságban élt. 1989 után visszatért alkotókedve. Tagja lett annak a szakértői kollégiumnak, amely a magyar‒szlovák államközi tárgyalásokat volt hivatva demográfiai adatokkal szolgálni. A Magyarok Világszövetségének felkérésére a Szent László Akadémia védnökségi tagja lett. Pár szemeszteren át az ELTE Történelmi Segédtudományok Tanszékén tartott órákat a történeti statisztika forrásairól és módszertanáról. 

## Munkássága
Érdeklődése elsősorban a magyarság múltjának és jelenének számszerűen mérhető adataira összpontosult. Az Országos Levéltárban töltött esztendők során átfogó ismereteket szerzett a 16‒18. századi népesedés- és gazdaságtörténet szempontjából hasznosítható forrásokról. Különlegesen jó érzékkel tudta megállapítani a különféle összeírások értékét. Mindig a lehető legpontosabb mutatók kimunkálására törekedett, illetve szükség esetén a józan becslésekre.
           Magyarország 16‒19. századi gazdasági és társadalmi viszonyainak több alapvető kútfőjét dolgozta fel. Néhány kartográfiai témájú írás után készítette el első nagylélegzetű tanulmányát az 1715‒1720. évi összeírásról, amelyben új megvilágításba helyezte a török kor demográfiai mérlegét, a korábban feltételezettnél jelentősen alacsonyabbra szállítva le a veszteség mértékét. Az 1696. évi dicalis (állami adó) összeírás, egyes egyházi felmérések, kisebb részben az anyakönyvek és a Rákóczi-kori dicalis összeírás bevonásával írta meg a Magyarország népessége a 17‒18. század fordulóján. (Népességtörténeti forrásaink értékelése) című áttekintést. 1960-ban Dányi Dezsővel kiadta a II. József által elrendelt első magyarországi népszámlálásból akkor fellelhető megyék anyagát. A szintén II. József-kori kataszteri felmérést is feldolgozta, több értekezést írt róla. Halála után jelent meg a tizenöt éves háború idején készült legteljesebb forrást, az 1598. évi házösszeírást tartalmazó kötet és a székelyek számáról készített alapos cikk. Településmonográfiák (Hajdúdorog, Hajdúhadház, Hajdúszoboszló és Sarkad) számára írt népesedéstörténeti tanulmányai módszertani szempontból fontosak. A hajdúk letelepítéséről kimutatta, hogy a gyakran emlegetett 10 000 főből csupán 950 élt a felkínált lehetőséggel. Önálló kötetben dolgozta fel a Veszprémi Püspökség 1747‒1748-as egyházlátogatási jegyzőkönyvét (canonica visitatióját). Új módon közelítette meg a magyarországi városfejlődést, s a korábbinál jóval magasabbra, 14‒15 %-ra tette a 18. századi urbánus lakosság arányát. A járványtörténet területén feltérképezte az 1738/1743. évi pestis Bihar megyei következményeit, illetve annak országos pusztítását, valamint az 1831. évi kolera Veszprém megyei hatását. Kiadta az 1850. évi erdélyi népszámlálást is.
           A Kárpát-medence nemzetiségi összetételének újkori alakulása, illetve a világba szétszóródott magyarok száma kérdéskörében 1969-től kezdett publikálni. 1973-ban központi bizottsági felkérésre gyűjtötte össze a szomszédos országok magyarságára vonatkozó népszámlálási adatokat, legjobb meggyőződése szerint pontosítva a közölt értékeket. Ennek és más munkái nyomán került a köztudatba, hogy akkoriban 15 millió magyar élt a világon. 1993-ban viszont maga írta le, hogy addigra mintegy 14 millióra csökkent ez a szám. Hivatalos megkeresésre előrejelzéseket készített a szomszédos országokban élő magyarság számának 2000-ig várható alakulásáról. 1992 vége és 1996 júliusa között 24 ‒ esetenként 3‒4 folytatásban közölt ‒ munkája látott napvilágot, többek között a Magyar Szemle, a Hitel, a Valóság, a Régió, a Dimenziók és a Magyar Élet című folyóiratban, amelyek nagyobb részében modern népesedési és nemzetiségi témákat tárgyalt. Bár aggódott a nemzet jövőjéért, derűlátása nem hagyta el, s utolsó publikációjában ezt írta: „A magyar nép nem fog kipusztulni”.

## Családja
1948-ban kötött házasságot Bánk Arankával. Négy gyermekük közül Dávid Géza (1949) történész turkológus, egyetemi tanár, Dávid Ildikó (1950) építészmérnök, tanár, Dávid Gábor Csaba (1951) irodalomtörténész, germanista, egyetemi docens, Dávid Eszter (1962) zongoraművész, zongoratanár. Összesen 17 unokája született.

## Elismerése
- Fényes Elek emlékérem (1992)

## Főbb művei
- Az 1715–20. évi összeírás. A történeti statisztika forrásai. Szerk. Kovacsics József. Budapest, 1957, 145–199.
- A házak száma és a népesség XVI-XVIII. századi forrásainkban. Történeti Statisztikai Közlemények 2 (1958/3‒4), 74–94.
- Az első magyarországi népszámlálás (1784–1787). Budapest, 1960. (Danyi Dezsővel); Pótlás az első magyarországi népszámláláshoz 1786‒87. (Történeti Statisztikai Tanulmányok, 2.) Budapest, 1975.
- Magyarország első kataszteri felmérése (1786–1789). Történeti Statisztikai Évkönyv, 1960. Budapest, 1960, 33–58.
- Magyarország népessége a 17‒18. század fordulóján. (Népességtörténeti forrásaink értékelése). Történeti Statisztikai Évkönyv, 1961‒1962. Budapest, 1962, 217‒257.
- A városi népesség nagysága Magyarországon 1785-ben és 1828-ban. Történeti Statisztikai Évkönyv, 1963–1964. Budapest, 1965, 110–127.
- A paraszti gazdálkodás mérlege (Bihar megyei adatok 1789-ből). Agrártörténeti Szemle XI (1969/1‒2), 128‒159.
- A családok nagysága és összetétele a Veszprémi Püspökség területén, 1747–1748. Budapest, 1973.
- Az 1738. évi pestisjárvány pusztítása. Orvostörténeti Közlemények 69–70 (1973), 75–130.
- A hajdúk letelepítése. Történeti Statisztikai Tanulmányok 1. Budapest, 1975, 5‒42.
- Az első magyar nyelvű leíró statisztika. Kovács János: Az esztergomi érsekséget illető jószágoknak Geographico Topografica descriptiója, 1736–1739. Budapest, 1980. (T. Polónyi Nórával)
- A magyar‒szlovák nyelvhatár 1664-ben az Érsekújvári ejalet területén. A Központi Statisztikai Hivatal Népességtudományi Kutató Intézetének Történeti Demográfiai Füzetei, 12. Budapest, 1993, 7‒31.
- Az 1850. évi erdélyi népszámlálás. Budapest, 1994.
- Sáros vármegye magyar településeinek pusztulása. A Központi Statisztikai Hivatal Népességtudományi Kutató Intézet Történeti Demográfiai Füzetei, 14. Budapest, 1995, 143‒182.
- Magyarország történeti statisztikai helységnévtára. 6. Komárom-Esztergom megye. Budapest, 1995. (Lovász Jánossal)
- A székelyek száma. A Központi Statisztikai Hivatal Népességtudományi Kutató Intézet Történeti Demográfiai Füzetei, 16. Budapest, 1997, 7–74.
- Az 1598. évi házösszeírás. Budapest, 2001.